# Euphorbia lumbricalis
Euphorbia lumbricalis är en törelväxtart som beskrevs av Leslie Larry Charles Leach. Euphorbia lumbricalis ingår i släktet törlar, och familjen törelväxter. Inga underarter finns listade i Catalogue of Life.